# 王梦奎
王梦奎（1938年—），男，河南温县人，中华人民共和国政治人物。

## 生平
王梦奎是河南省温县安乐寨人。1956年加入中国共产党。1958年，考入北京大学经济系，后任职于中共中央书记处研究室。1990年，担任国务院研究室副主任；1995年，升任主任。1998年3月，改任国务院发展研究中心主任，2007年6月卸任。